# فرانسيسكو جازو
فرانسيسكو جازو (بالإيطالية: Francesco Gazo)‏ (29 فبراير 1992 بفاريزي في إيطاليا - ) هو لاعب كرة قدم إيطالي في مركز الوسط. لعب مع نادي برو فيرتشيلي ونادي براتو وUC AlbinoLeffe ‏.